# Saint-André-la-Côte
Saint-André-la-Côte település Franciaországban, Rhône megyében. Lakosainak száma 274 fő (2022. január 1.). Saint-André-la-Côte Rontalon, Chaussan, Sainte-Catherine, Saint-Martin-en-Haut és Chabanière községekkel határos.

## Népesség
A település népessége az elmúlt években az alábbi módon változott:
| Lakosok száma | 279  | 284  | 293  | 284  | 286  | 288  | 283  | 279  | 274  |
|               | 2013 | 2015 | 2016 | 2017 | 2018 | 2019 | 2020 | 2021 | 2022 |